# Coiffy-le-Bas
Coiffy-le-Bas är en kommun i departementet Haute-Marne i regionen Grand Est (tidigare regionen Champagne-Ardenne) i nordöstra Frankrike. Kommunen ligger i kantonen Terre-Natale som tillhör arrondissementet Langres. År 2022 hade Coiffy-le-Bas 85 invånare.

## Befolkningsutveckling
Antalet invånare i kommunen Coiffy-le-Bas
| Referens: INSEE |